# Élections régionales de 2016 dans les Açores
Les élections régionales de 2016 (en portugais : Eleições legislativas regionais nos Açores em 2016) se sont tenues le 16 octobre 2016 dans les Açores afin d'élire les 57 députés de l'Assemblée législative.

## Résultats
| Partis                   | Partis                                 | Voix    | %     | Sièges | +/-           |
| ------------------------ | -------------------------------------- | ------- | ----- | ------ | ------------- |
|                          | Parti socialiste (PS)                  | 43 274  | 46,43 | 30     | 1             |
|                          | Parti social-démocrate (PPD/PSD)       | 28 793  | 30,90 | 19     | 1             |
|                          | CDS – Parti populaire (CDS-PP)         | 6 674   | 7,16  | 4      | 1             |
|                          | Bloc de gauche (BE)                    | 3 414   | 3,66  | 2      | 1             |
|                          | Coalition démocratique unitaire (CDU)  | 2 437   | 2,61  | 1      | en stagnation |
|                          | Personnes - Animaux- Nature (PAN)      | 1 342   | 1,44  | 0      | en stagnation |
|                          | Parti populaire monarchiste (PPM)      | 866     | 0,93  | 1      | en stagnation |
|                          | Parti uni des retraités (PURP)         | 451     | 0,48  | 0      | Nv.           |
|                          | Mouvement du parti de la Terre (MPT)   | 343     | 0,37  | 0      | en stagnation |
|                          | PCTP/MRPP                              | 299     | 0,32  | 0      | en stagnation |
|                          | LIBRE/Temps d'aller de l'avant (L/TDA) | 227     | 0,24  | 0      | Nv.           |
|                          | Parti démocrate républicain (PDR)      | 83      | 0,09  | 0      | Nv.           |
|                          | Mouvement Alternative socialiste (MAS) | 67      | 0,07  | 0      | Nv.           |
|                          | Votes blancs                           | 2 697   | 2,90  |        |               |
|                          | Votes nuls                             | 2 227   | 2,40  |        |               |
|                          |                                        |         |       |        |               |
| Total                    | Total                                  | 93 194  | 100   | 57     | en stagnation |
| Abstentions              | Abstentions                            | 134 968 | 59,15 |        |               |
| Inscrits / participation | Inscrits / participation               | 228 162 | 40,85 |        |               |